# 2000 A.D.D.
2000 A.D.D.は、アメリカ合衆国のクリスチャン・ロック、リライアントKによる2000年のコンパクト盤。アメリカ合衆国では2000年。

## 収録曲
| 全作詞・作曲: マット・ティーセン、マット・フープス、ブライアン・ピットマン、スティーヴン・クッシュマン。 |                      |                                                                                                |                                                                                                |      |
| # | タイトル             | 作詞                                                                                           | 作曲・編曲                                                                                     | 時間 |
| 1. | 「Hello McFly」      | マット・ティーセン 、 マット・フープス 、 ブライアン・ピットマン 、 スティーヴン・クッシュマン | マット・ティーセン 、 マット・フープス 、 ブライアン・ピットマン 、 スティーヴン・クッシュマン | 2:35 |
| 2. | 「My Girlfriend」    | マット・ティーセン 、 マット・フープス 、 ブライアン・ピットマン 、 スティーヴン・クッシュマン | マット・ティーセン 、 マット・フープス 、 ブライアン・ピットマン 、 スティーヴン・クッシュマン | 2:47 |
| 3. | 「Softer to Me」     | マット・ティーセン 、 マット・フープス 、 ブライアン・ピットマン 、 スティーヴン・クッシュマン | マット・ティーセン 、 マット・フープス 、 ブライアン・ピットマン 、 スティーヴン・クッシュマン | 3:22 |
| 4. | 「Breakdown (Live)」 | マット・ティーセン 、 マット・フープス 、 ブライアン・ピットマン 、 スティーヴン・クッシュマン | マット・ティーセン 、 マット・フープス 、 ブライアン・ピットマン 、 スティーヴン・クッシュマン | 4:16 |